# 四角防線 (意大利)
四角防線（英語：Quadrilateral）是傳統用來稱呼由奧地利帝國於倫巴底及威尼西亞建立的防禦系統。防線連接著跨越明喬河、波河及阿迪傑河的四個要塞，佩斯基耶拉、曼圖亞、維羅納及萊尼亞戈。約從1850年代開始，送到防線的補給及援軍經由威尼斯-米蘭鐵路所運送。儘管防線主要是用來防禦入侵，但是曼圖亞及萊尼亞戈的工事亦能夠作為一個跨越波河的橋頭堡，以便守軍迅速作出反擊。
奧地利於1833至1849年間，動用極大代價才建成四角防線。防線的構思原本來自奧地利的查理大公，以防守關鍵的戰略地點，亦代表著奧地利帝國對當年拿破崙侵略的反擊策略。奧地利選擇防禦各處入侵帝國的重要道路的策略，但同時其他國家，特別是普魯士，正採取利用鐵路的快速、彈性軍事策略來作戰，奧地利正與他國分走兩條不同道路。
在1848年革命期間，薩丁尼亞王國對奧宣戰，第一次意大利獨立戰爭爆發。雖然薩軍起初獲得一些勝利，但因為未能攻克四角防線，而令奧軍繼續保持控制及得以增援作戰。最終在奧軍名將約瑟夫·拉德茨基·馮·拉德茨的進攻下，薩丁尼亞於庫斯托扎及諾瓦拉慘敗，意大利邦國革命遂被鎮壓。
1859年，法國亦參戰於第二次意大利獨立戰爭中。入侵的法軍亦認為不應強攻四角防線。奧軍在經過第二次意大利獨立戰爭後，再度增強防線的力量。奧地利建設了由8個要塞組成的第二道防線，並於1866年春天建成。新建成的防線有效地於普奧戰爭中阻擋意大利軍隊的入侵，證明了防線的功效。但是當奧軍主力於北線的薩多瓦會戰中被普魯士決定性擊敗後，奧地利被逼於稍後的布拉格條約內，放棄了四角防線及威尼西亞予意大利王國。

## 另見
- 意大利統一

## 來源
1. ↑  .   [2010-07-15]. （原始内容存档于2010-08-17）.